# Ângelo de Lima
Ângelo de Lima (Porto, 30 de Julho de 1872 - Lisboa, 14 de Agosto de 1921) foi um pintor e poeta português da revista Orpheu.

## Biografia

### Infância e juventude
Nasce no Porto em 1872, filho de Pedro Augusto de Lima e de Maria Amália Azevedo Coutinho de Lima (filha de um magistrado, Francisco José de Azevedo Coutinho e de Maria Amália Vaz Pinto). Foi uma criança precoce e sonhadora. Em 1882, foi estudar para o Colégio Militar em Lisboa (aluno nº 205). Em 1883, o seu pai morre louco (segundo Ângelo de Lima, a causa teria sido uma sífilis terciária). É também nesse ano,  que se torna "muito onanista" e fumador, segundo confessa na sua curta autobiografia. Em 1888, é expulso do Colégio Militar, por repetente, e regressa ao Porto, onde frequenta as aulas da Academia de Belas-Artes, a que, segundo ele, "gazeteava notavelmente".

### Vida militar
Em data não especificada, assenta praça. Militar disciplinado, chega ao posto de 2º sargento de Infantaria nº 6, sendo bem-quisto dos subordinados e dando boa conta do serviço. Contudo, as rotinas inúteis e o tédio de caserna inclinam-no ao alcoolismo e em certa ocasião provoca um desacato que lhe valeu 30 dias de prisão correccional. É aliciado por alguns camaradas a participar na revolta republicana do 31 de Janeiro de 1890 no Porto, mas tal não vem a acontecer. Em 1890 alista-se num projectado Batalhão Académico (que viria a ser proibido pelo Governo) e em 1891, por espírito de aventura, integra-se numa expedição militar destinada a Manica, em Moçambique. Ao passar por Adem, entristecido, toma conhecimento do falhanço da revolta do 31 de Janeiro.

### Actividade artística e crise psicótica
Depois de sete meses em África ("com as vísceras flutuando em vinho"), em 1892, regressa à metrópole e retoma os estudos na Academia de Belas-Artes do Porto, com maior proveito. Vai depois para Monsanto onde presta serviço militar. Em 1894, substitui o pintor António Carneiro como director artístico da revista A Geração Nova. No Porto, parece ter andado fortemente excitado, inflamado de amores por uma senhora que diziam ser sua irmã natural (filha bastarda do seu pai). Esse facto não terá sido alheio ao seu internamento a 20 de Novembro desse ano, no Hospital do Conde de Ferreira, com o diagnóstico de "delírio de perseguição, num degenerado hereditário, ideias de perseguição, alucinações do ouvido, desconfianças de família, insónia, períodos de forte excitação". No final de Janeiro de 1898, sai do Hospital do Conde de Ferreira e é asilado, por algum tempo, no hospício dos Irmãos de São João de Deus, perto do Cacém. Segue depois para o Algarve onde vive durante dois anos, pintando "com irregular facilidade, alguma coisita".

### Loucura e internamento psiquiátrico
O fundo mental deste doente é de um formidável desequilíbrio. Ao lado de qualidades artísticas, que os seus amigos talvez exagerem um pouco, mas que em todo o caso são incontestáveis, apresenta no mesmo campo coisas lamentáveis. Assim, com o lápis, é um emérito desenhista; um pouco académico, não perdoa a nitidez dos contornos, sendo, talvez, um pouco duro. Mas o claro-escuro é de grande primor e as figuras que desenha oferecem um alto relevo. Com o pincel, porém, é uma lástima e não chega a ter consciência do seu nulo valor; dois quadros que estão no Rilhafoles mostram-no com toda a evidência.
Miguel Bombarda
"Relatório Sobre o Estado Mental de Ângelo de Lima"

Em 1900, muda-se para Lisboa, vivendo "quase sem ter que fazer, com alguma irregularidade, embora melhor, com umas 4 ou cinco, se tanto, maiores estroinices (…) aplicado geralmente a trabalho de gestão em ilustração e correcção em censo, da mentalidade".
A 3 de Dezembro de 1901, pelas 22h30, é preso pelo crime de proferir uma obscenidade (pôrra), «praticado como explosão do aperto em que o punham» e causar escândalo em pleno promenoir do Teatro Dona Amélia (actual São Luiz - Teatro Municipal), pelo que seria internado, em 19 desse mês, no Hospital de Rilhafoles (actual Hospital Miguel Bombarda).
Na perícia médico-legal que lhe faz, o psiquiatra Dr. Miguel Bombarda declara-o alienado («loucura moral (paranóia)» ou esquizofrenia paranóide, segundo a terminologia actual) e inimputável, descrevendo-o assim: "Grande altura (1,70 m). Corpo e membros 'elancés'. Dedos muito longos, encurvados. Orelhas grandes, mal formadas, de lóbulo muito curto em ponta aderente. Crânio muito alto; depressão na glabela, convexidade frontal muito pronunciada. (…) Face muito longa. Campo visual normal (…) Cavidade bucal muito espaçosa. Dentes cariados, alguns mal implantados. Queixo recuado".

### Orpheue morte
SONETO

Pára-me de repente o Pensamento ...

- Como que de repente refreado 

Na Douda Correria em que levado ...

- Anda em busca da paz, do esquecimento... 

Pára Surpreso... Escrutador... Atento

Como pára... um Cavalo Alucinado 

Ante um Abismo... ante seus pés rasgado...

Pára... e Fica... e Demora-se um Momento...

Vem trazido na Douda Correria

Pára à beira do Abismo e se demora 

E Mergulha na Noite, Escura e Fria 

Um olhar d'Aço que na Noute explora... 

- Mas a Espora da dor seu flanco estria...

 

- E Ele Galga... e Prossegue... sob a Espora! 

Ângelo de Lima
"Poesias Completas, Assírio e Alvim, 1991, p. 55

Em 5 de Setembro de 1902, o jornal O Dia publicou um artigo sobre os alienados do manicómio de Rilhafoles. Ângelo de Lima é descrito como tendo um aspecto triste e doentio, tomado de uma enorme depressão: "não me sinto bem, cada dia me parece um degrau descido a mais…". No hospital, escreve, desenha, e pinta. Este artigo incluiu um soneto de Ângelo de Lima que seria reproduzido nove anos depois na revista Ilustração Portuguesa, pelo crítico literário Albino Forjaz de Sampaio, que lhe dedicou o artigo "Um Poeta em Rilhafoles".
Albino Forjaz de Sampaio descreve Ângelo de Lima como "um frangalho de alma, dentro de um uniforme, um espírito que se embrenhou demais nas florestas do Sonho e por lá ficou perdido". Na opinião do crítico, a poesia do paciente de Rilhafoles estava "cheia de incoerências, de símbolos, de palavras tornadas simbólicas pela abusão da inicial.
Apesar da crítica negativa Albino Forjaz de Sampaio, os poemas de Ângelo de Lima, alguns com laivos simbolistas, mas outros com características marcadamente delirantes e surreais, repletos de neologismos, versos de sentido incompreensível, despertaram a admiração dos Modernistas. Em Junho de 1915, numa atitude provocadora para espantar o burguês lisboeta, Fernando Pessoa e Mário de Sá-Carneiro, directores do n.º 2 da revista Orpheu, publicam alguns "Poemas Inéditos" de Ângelo de Lima, que abrem este número da Revista Trimestral de Literatura. 
Ângelo de Lima permaneceria internado no Hospital de Rilhafoles (então já Hospital Miguel Bombarda) até ao final da sua vida. Morreu de enterite e está sepultado no Cemitério dos Prazeres.